# Astilleros Euskalduna
La Compañía Euskalduna de Construcción y Reparación de Buques, más conocida como astilleros Euskalduna, fue una importante empresa astillera vasca ubicada en pleno corazón de la capital vizcaína, en España.

## Historia

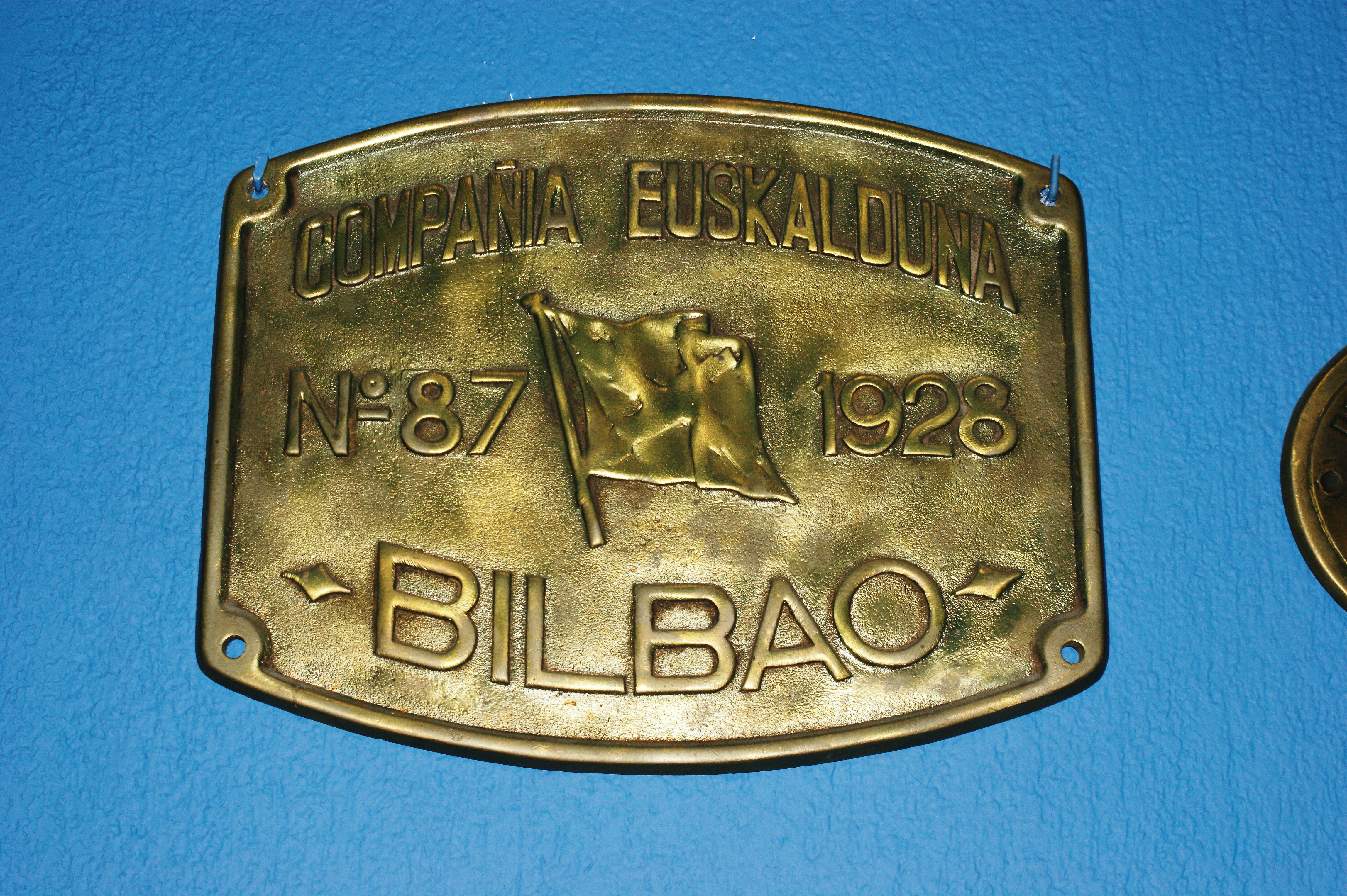
Placa de la Compañía Euskalduna. Museo del Ferrocarril de Madrid.

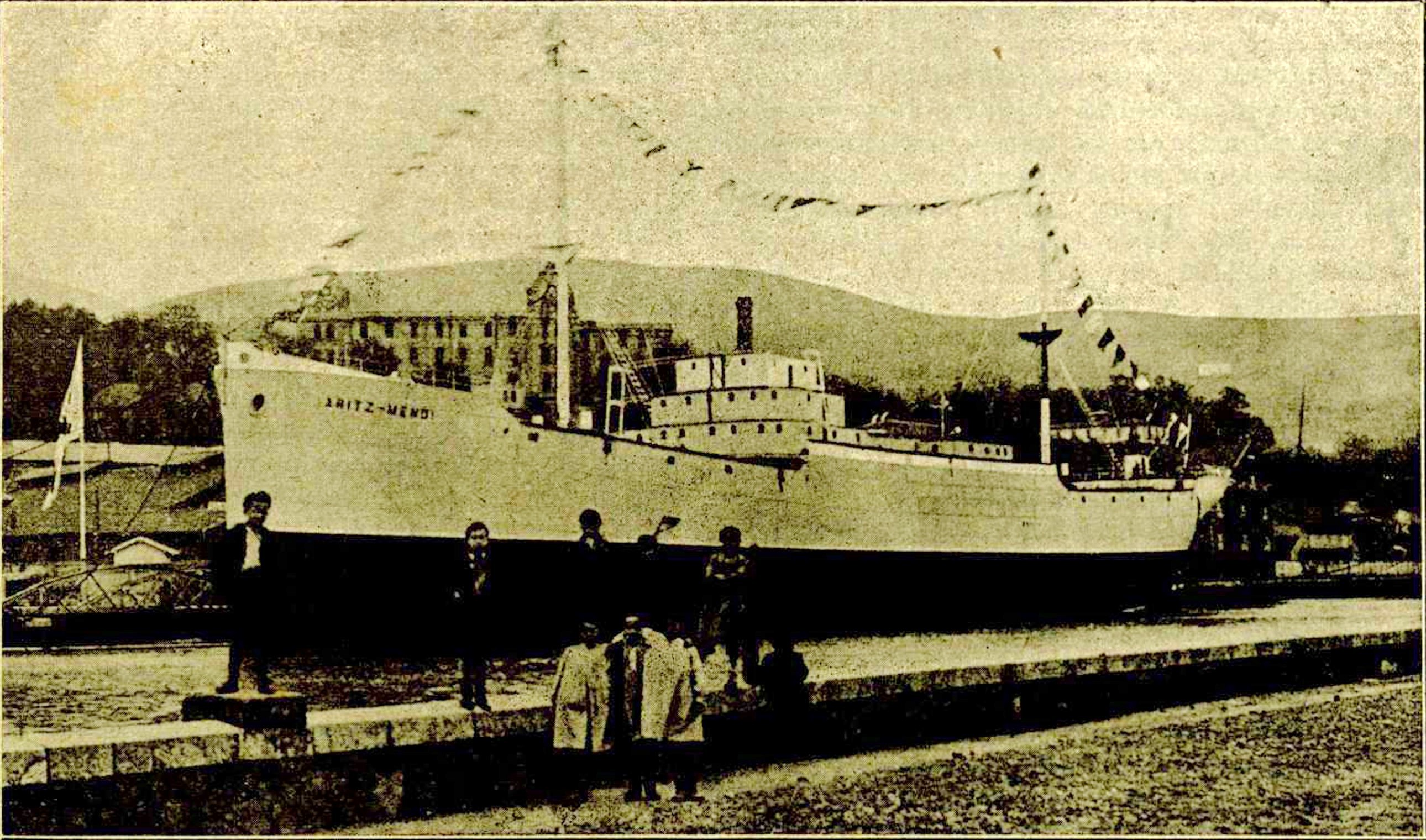
Vapor Aritz-Mendi construido en Astilleros Euskalduna en 1920.

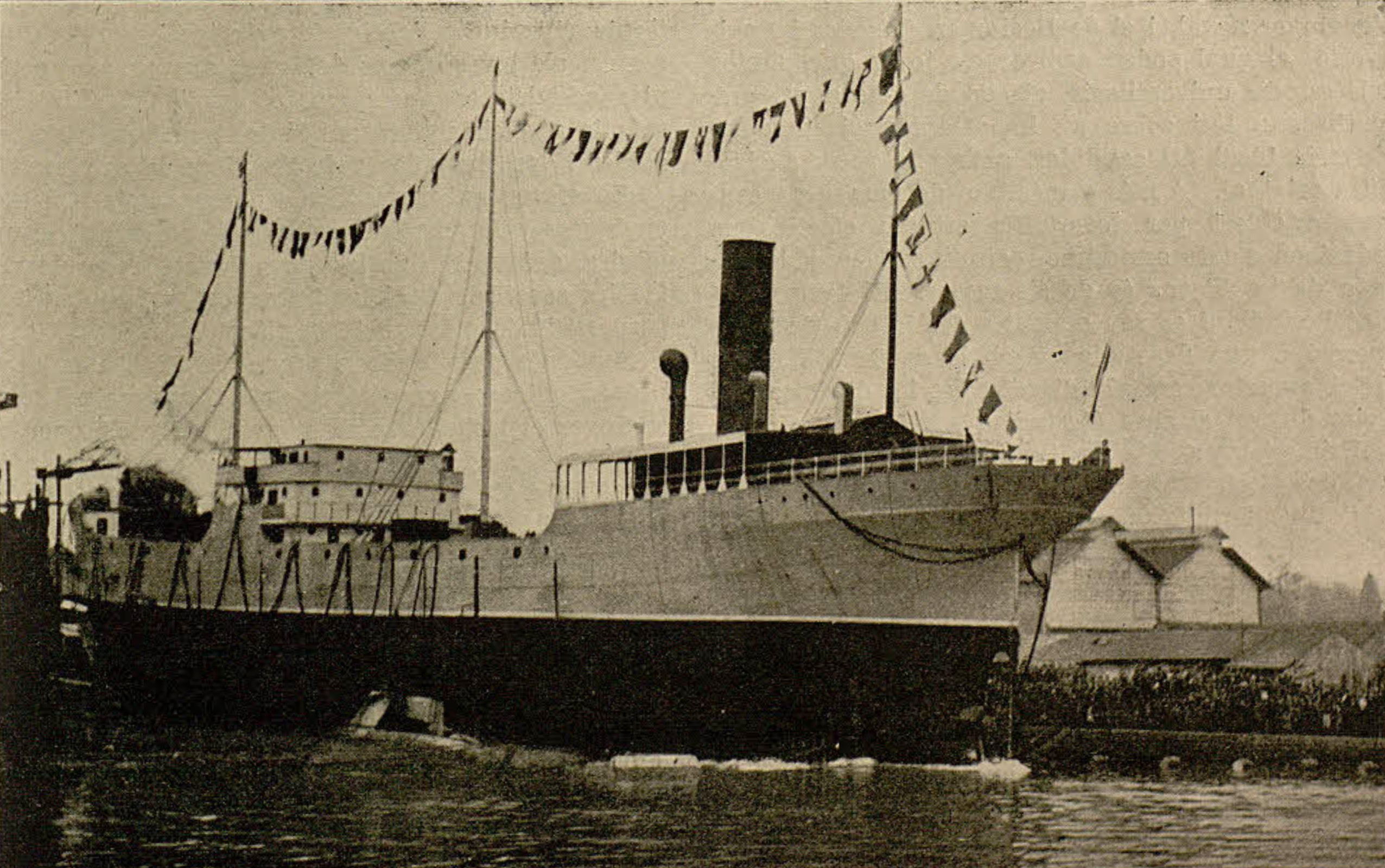
Botadura del vapor Artza-Mendi en 1921.

En el año 1900, Eduardo Aznar, marqués de Bérriz y su primo Ramón de la Sota, fundaron la Compañía Euskalduna de Construcción y Reparación de Buques en la orilla izquierda de la ría de Bilbao. Las nuevas instalaciones ocupaban una extensión de 90.000 m² muy próximos al centro de la ciudad de Bilbao. La compañía se dedicó principalmente a la construcción naval realizando grandes buques. No obstante, Euskalduna también se dedicó a la fabricación de material ferroviario, disponiendo de unos talleres en Villaverde Bajo.
Contó a principios del siglo XX con tres diques, el primero de ellos de 100,75 m de longitud por 16,45 m de ancho destinado a la construcción de buques, el segundo tenía una longitud de 103,95 m y el ancho de 28,00 m y estaba dedicado a la reparación y el tercero preparado para trabajar con buques de mayor tamaño, provisto de dos compuertas podía dividirse en dos tramos independientes para reflotar los barcos. Los diques se controlaban mediante bombas. La caseta de bombas fue construida en 1903 con vigas de hormigón armado, siendo un edificio pionero por este tipo de construcción. Las bombas fueron movidas por motores de vapor que pronto se sustituyeron por motores eléctricos.
La I guerra mundial hizo que la producción del astillero, así como los otros astilleros vizcaínos, creciera mucho, pero en el periodo de entreguerras tuvieron que diversificar su producción construyendo todo tipo de construcción metálica, como vehículos, ferrocarriles, etc.
La guerra civil española y la situación económica de la postguerra hizo que no se pudiera desarrollar la producción, debido, principalmente, a la falta de materias primas y mano de obra cualificada. Hasta 1958 no se llegó a superar regularmente la producción realizada en la década de 1930. A partir de 1956, con la publicación de la ley naval y el apoyo decidido de la administración del estado a los astilleros, se realiza un desarrollo sostenido de la producción. En 1956 se compra los astilleros asturianos Juliana Constructora Gijonesa.
Durante las décadas de 1960 y 1970 los astilleros experimentaron una enorme expansión. A partir de 1978 la producción empezó a decrecer de forma progresiva aunque se intentó evitar mediante la especialización en buques de mediano tamaño (bulk-carriers) y buques especiales (frigoríficos).
El 1 de diciembre de 1969 se fundó Astilleros Españoles, S.A., AESA, mediante la fusión de tres astilleros: la Compañía Euskalduna de Construcción Naval, la Sociedad Española de Construcción Naval, y Astilleros de Cádiz. AESA pasó a ser la mayor empresa astillera de España y una de las mayores de Europa con el objetivo dr poder competir con la construcción de grandes buques petroleros. En julio del año 2000 AESA acabaría disolviéndose dando paso, junto con la Empresa Nacional Bazán, a IZAR.
La competencia en el mercado internacional aumentó sobre todo con los constructores asiáticos Japón y Corea del Sur que hicieron que los pedidos en los astilleros europeos cayeran. El capital privado fue saliendo del negocio dejando las empresas en manos del estado. La entrada de España en la Comunidad Económica Europea obligó al sector a adaptarse a la normativa comunitaria, a reducir gradualmente las ayudas públicas y a abrir el mercado español a la competencia europea.
En 1984 se decidió cerrar la factoría de Euskalduna y se abrió un largo proceso de resistencia por parte de los trabajadores que hicieron frente con todos los medios a su alcance a la policía. Finalmente en 1985 se redujo la actividad a la reparación de buques dejando únicamente 200 trabajadores, un poco menos del 10% de la plantilla anterior. Finalmente en 1988 se cerraron definitivamente las instalaciones y empezó la reconversión urbanista de la zona.

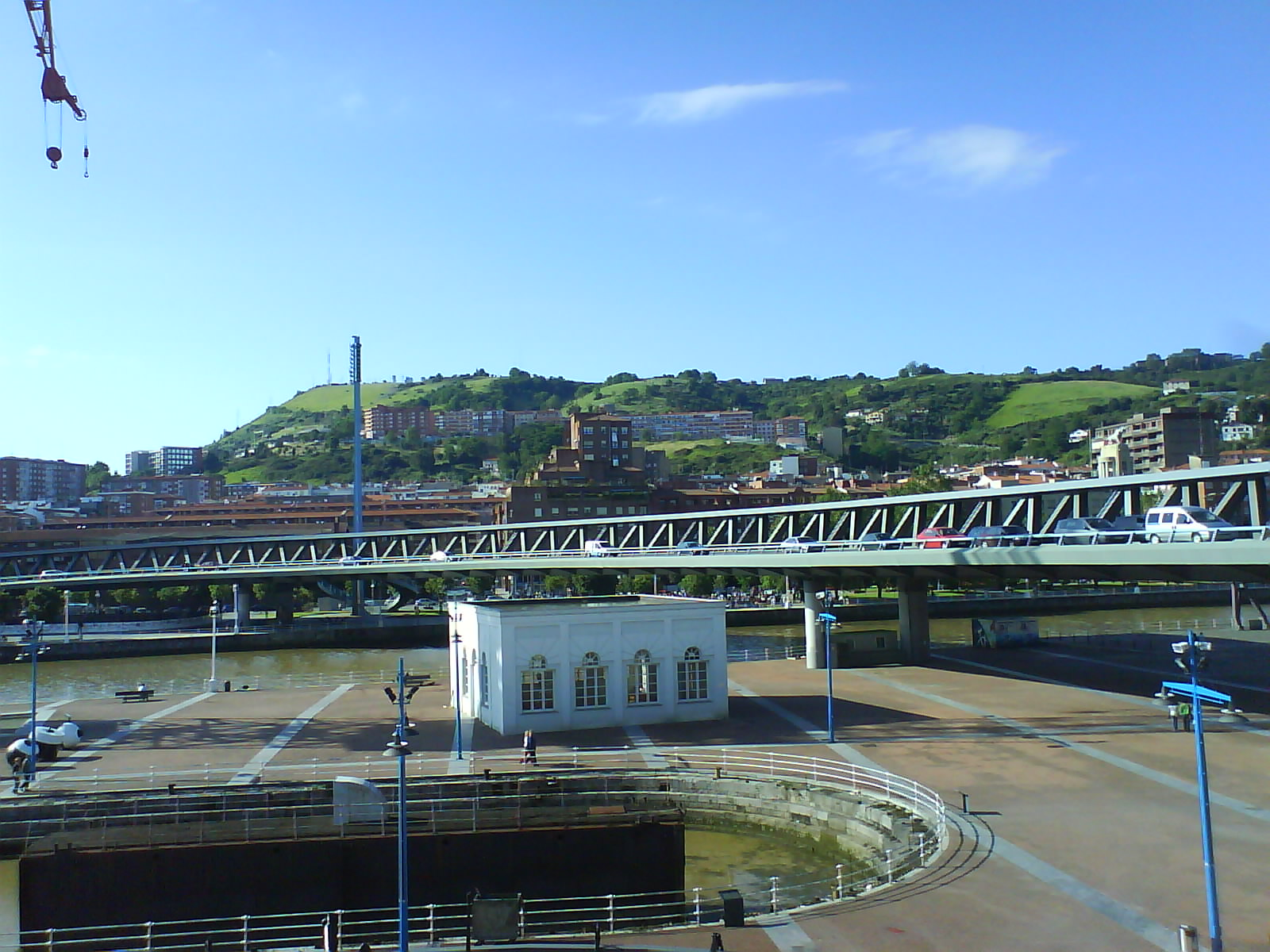
Caseta de bombas de los diques del Astillero Euskaduna.

Tras su cierre en 1988 los diques, la grúa Carola y la caseta de bombas quedaron como parte del Itsasmuseum Bilbao y el edificio de oficinas, situado en la céntrica plaza del sagrado Corazón de Jesús pasó a ser ocupado por diversas empresas.
En los terrenos que ocuparon las instalaciones del astillero se construyó el Palacio Euskalduna de Congresos y de la Música y se realizó en Puente Euskalduna que une la plaza del Sagrado Corazón de Jesús con la ribera de Deusto.

## El cierre de Euskalduna
A finales de 1977 es ya explícita la crisis del sector naval en España. En octubre la Cámara de Comercio de Bilbao junto a los representantes de empresas auxiliares manifiestan públicamente su preocupación por la reducción de actividad y ven como probable el cierre de numerosas empresas. Se piden ayudas públicas para mantener la actividad en espera de un plan de reestructuración del sector.
Astilleros Españoles S. A. (AESA) con más de 19.000 trabajadores, engloba al 50% de los trabajadores del sector en España (lo que representa un 2,5% a nivel mundial) y tiene factorías en Bilbao, Cádiz, Sevilla, Santander y Valencia. Tiene una deuda de unos 13.000 millones de pesetas. Se afirma que las factorías vizcaínas de Sestao y Oláveaga-Euskalduna no son problemáticas, la de Sestao ha superado el periodo de crisis y Euskalduna es rentable.
A mediados de 1979 Astilleros Españoles S.A. está en crisis. No es capaz de hacer frente al pago de las nóminas de sus trabajadores y estos protestan y realizan manifestaciones. En Bilbao los trabajadores de Astilleros Euskalduna, los de Asúa y los de La Naval de Sestao realizan paros y manifestaciones en las que interviene la policía y detiene, al menos, a un trabajador.
La situación, lejos de mejorar empeora con el paso del tiempo, cada vez hay más paros y protestas haciéndose evidente la necesidad de una reestructuración con un importante excedente de trabajadores.

### Plan de cierre de Euskalduna

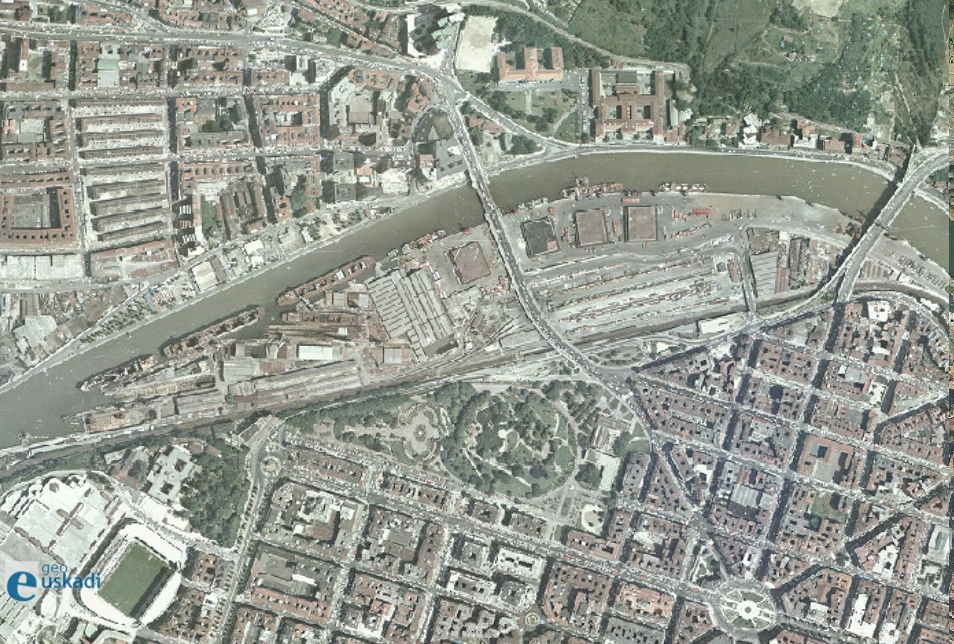
Vista del astillero Euskalduna en 1983.

A finales octubre de 1983 se hace público la decisión de cierre del astillero Euskalduna como parte de la reestructuración del sector naval español. El 6 de noviembre el comité de empresa de Euskalduna encabeza una manifestación en contra del cierre de la factoría. Manifiestan que 

una continuación de las movilizaciones iniciadas el viernes contra las medidas programadas por el Instituto Nacional de Industria.

 estas movilizaciones durarán hasta junio de 1988 y no lograrán el mantenimiento del astillero.
En diciembre comienzan las negociaciones con los sindicatos sobre el futuro del sector. En esas negociaciones participan CC OO, UGT, ELASTV, INI, Sorena y los directores generales de Industrias Sideriámetalúrgicas y de Trabajo. El ministro de Industria y Energía, Carlos Solchaga, dice que el Gobierno Vasco puede hacerse cargo de Euskalduna si presenta una buena oferta. Solchaga también manifiesta que el problema de Euskalduna se debe a 

la falta de pedidos, exceso de mano de obra y las dificultades que comparten con las demás instalaciones de construcción naval

Solchaga se posiciona en contra de la unificación en una única factoría de los astilleros Euskalduna y La Naval aunque todavía no han decidido nada sobre la re conversión naval en el País Vasco. El vicepresidente primero de la Cámara de Comercio, Industria y Navegación de Bilbao, Patricio de la Sota, considera 

un error gravísimo el cierre de Euskalduna, no sólo por las repercusiones económicas y sociales que tendría para Vizcaya. Una decisión carente, en apariencia, de racionalidad empresarial y basada en otro tipo de motivaciones menos claras.

Tras reconocer que la profunda crisis del sector "hace que la necesidad de reconversión sea insoslayable", el representante de la Cámara de Bilbao se cuestiona si la clausura de los astilleros es el medio más idóneo para afrontar el futuro y se declara convencido de que "si hay que cerrar alguno, éste no tiene que ser Euskalduna".

### Movilizaciones contra el cierre
El año 1984 estaría lleno de protestas y movilizaciones, cortes de carreteras y líneas férreas. El puente de Deusto, un punto principal de comunicación en Bilbao y situado al lado de los astilleros, se convierte en el centro de las movilizaciones. El 9 de noviembre hay 13 heridos, 3 transeúntes, cuatro trabajadores y 6 policías y numerosos contusionados. Las movilizaciones y protestas van en aumento y la represión policial también.
En ese momento en el astillero Euskalduna trabajan 2.471 personas, la propuesta de la división naval del INI es convertir el astillero en un centro de reparación de buques con la pérdida de unos 1.700 empleos directos (muchos más en la industria auxiliar).
El día 20 de noviembre la Policía Nacional entra en el recinto del astillero, el 22 grupos de estudiantes el unen a los trabajadores, el 24 la Policía Nacional dispara fuego real hiere al trabajador Vicente Carril de bala y resulta muerto por un infarto Pablo González Larrazábal. Junto a ellos otro trabajador, Jesús Fernández Casado, resultó con quemaduras graves (22% de su cuerpo). Muchos heridos por golpes, varias ráfagas de metralleta (Pablo González murió cuando se escuchó la primera de ellas) y decenas de policías, pertenecientes a la compañía número 11 de la reserva general, con base en Miranda de Ebro (Burgos), asaltando las instalaciones del astillero y destrozándolas, según publica el diario El País en su edición del sábado, 24 de noviembre de 1984 

decenas de policías, pertenecientes a la compañía número 11 de la reserva general, con base en Miranda de Ebro (Burgos), asaltaban el edificio que alberga las sedes de las secciones sindicales, así como los comedores y biblioteca de la empresa. Los policías arrancaron de cuajo lavabos, inodoros, tuberías, y arrasaron cuanto encontraron a su paso, incluidos los libros de la biblioteca, que arrojaron al suelo, y las botellas guardadas en un almacén contiguo a los comedores. Las sedes sindicales resultaron seriamente dañadas, con excepción de la correspondiente a la UGT, en la que no llegaron a penetrar.

La actuación policial fue brutal. A diferencia con la moderación de que dieron muestras los agentes que intervinieron durante las primeras semanas del ya largo conflicto de Euskalduna, los que actuaron ayer tuvieron un comportamiento absolutamente desproporcionado y hasta provocador, según se puso de relieve en algunas de sus actuaciones.

Al día siguiente el ministro del Interior, José Barrionuevo manifiesta en una visita que hace a las instalaciones del astillero que "No existen elementos para hablar de actuación incorrecta de la policía" después de remitirse a "lo que determinen los tribunales de Justicia" y apoyar la utilización de medios contundentes para evitar males mayores. Barrionuevo dijo que "utilización de cócteles molotov son tácticas más propias de una guerrilla urbana que de una legítima protesta obrera y que en su opinión "el umbral entre la discrepancia legítima y la actuación delictiva se traspasó, en este conflicto, hace tiempo". 
El diario El País en su editorial del domingo, 25 de noviembre de 1984 dice 

El Gobierno, cómplice

LOS ACTOS vandálicos protagonizados por miembros de la Policía Nacional en su desalojo de los astilleros de Euskalduna merecen algo más que una protesta. Dedicarse a destrozar las sedes de los sindicatos legales, arrancar retretes y protagonizar escenas que recuerdan el pillaje mercenario dice muy poco en favor de esos guardianes del orden público que se dedican a perturbarlo. La utilización de armas de fuego con serio peligro para la vida y la integridad física de las personas no tiene justificación alguna. El argumento de que algunos huelguistas del astillero venían ellos mismos protagonizando protestas de inusual dureza y agresiones a la fuerza pública no exonera a ésta de la culpabilidad de su abuso. Esperamos que el fiscal tome cartas en el asunto y que el Ministerio del Interior no cierre una vez más los ojos ante hechos como éste e informe sobre quién dio la orden de disparar y por qué, y si el vandalismo de los guardias fue sugerido o tolerado por sus oficiales. Las circunstancias añadidas de que la sede sindical de UGT fuera respetada por estos piquetes uniformados infunde la tenebrosa sospecha de que la Policía Nacional discriminó por su cuenta y riesgo quiénes debían ser castigados con su azote y quiénes no.La muerte de un trabajador por infarto de miocardio no es sólo un hecho casual y lamentable.

Se decreta una huelga general en el sector naval de toda España. El funeral por el trabajador muerto termina con una manifestación a al que acuden entre 2.000 y 3.000 personas con gritos contra la policía y el PSOE llamándoles asesinos.
Las instalaciones del astillero son tomadas por la policía, el comité de empresa interpone querella criminal contra la policía, el fiscal general del Estado se interesa personalmente por la investigación de los sucesos. El fiscal general de la Audiencia de Bilbao, Fermín Hernández, inicia la investigación del caso, el astillero se mantiene cerrado por decisión patronal y ocupado por la Policía Nacional. El 28 de noviembre el delegado territorial de Trabajo de Vizcaya, Jaime Amil, considera ilegal el cierre patronal y notificó una advertencia de requerimiento para su reapertura inmediata a Astilleros Españoles, S.A.
El viernes 30 de noviembre la Dirección General de Empleo manda notificación de suspensión de contrato por 30 días a los trabajadores Astilleros Españoles, S.A. y ASTANO. El comité de empresa de Euskalduna señala ese hecho como una provocación. El Comité de empresa rechaza los acuerdos suscritos por UGT, Administración e Instituto Nacional de Industria (INI). UGT afirma que "los trabajadores del sector naval están siendo manipulados con las manifestaciones convocadas últimamente" mientras que las mujeres de los trabajadores de Euskalduna se encueran 24 horas como protesta.
El 8 de diciembre se convoca una huelga general en Vizcaya para el 11 de mismo como solidaridad con los trabajadores del sector naval. La convocan todos los sindicatos de Euskadi a excepción de UGT y está apoyada por el PNV, Euskadiko Ezkerra y otros partidos de izquierda que no tienen presencia en el parlamento. UGT afirma que los acuerdos que ha firmado con el INI son buenos y por esa causa no se suma a la convocatoria.
En vísperas de al huelga general en Vizcaya se produce un rifirrafe entre el dirigente del PNV, Xabier Arzallus, y el del PSE-PSOE, Ricardo García Damborenea al visitar Arzallus a los trabajadores encerrados en las instalaciones del astillero. Damborenea señala que la huelga general es una huelga política auspiciada desde el nacionalismos vasco manifiesta que 

los socialistas estamos hartos de que nos hagan responsables en, esta comunidad autónoma de todos los problemas de este país, como el terrorismo y la reconversión, mientras que el gobierno vasco se dedica a tocar el txistu con macero.

Semanas antes los trabajares del astillero se encierran y se declaran en huelga de hambre, el 17 de diciembre en asamblea, deciden mantener el encierro y las manifestaciones en la calle. Mientras tanto comienzan a recibir las cartas en las que se les comunica su situación de excedentes laborales.
En navidades diferentes comités de empresa de industrias con dificultades y en conflicto unifican sus peticiones y se coordinan en sus protestas. Los trabajadores de Euskalduna lideran la movilizaciones que se producen.
El 28 de diciembre se acuerda en asamblea, a la que asisten 350 trabajadores que habían rechazado la suspensión de empleo cursada por la empresa, que los trabajadores se acojan al Fondo de Promoción de Empleo previsto para los trabajadores excedentes como consecuencia de los planes de reconversión naval. Se suspende el encierro y la huelga de hambre que mantenían desde 24 horas antes tres miembros de ELA. Con esta decisión se da por cerrado el periodo de movilizaciones que se prologó por más de tres meses con graves enfrentamientos, un muerto y un herido de bala.
El Fondo de Promoción de Empleo dará cobertura económica por un plazo máximo de tres años en el que su contrato de trabajo queda en suspenso pero se mantiene la vinculación con la empresa, sin que pasen al desempleo.
Los sindicatos CC. OO., ELA-STV, LAB y el Colectivo Autónomo de Trabajadores (CAT) dieron libertad a sus afiliados a la elección de acogerse al Fondo u optar por la rescisión del contrato. ELA pide especialmente que se opten por rescisión de contrato para "para seguir luchando por evitar el cierre definitivo de Euskalduna". CC.OO. manifiesta en seguirán con las protestas contra la reconversión naval.
El plan del gobierno es no cerrar Euskalduna, sino reconvertir la factoría en un astillero de reparación de buques con una plantilla de 200 trabajadores. El resto pasará a los Fondos de Promoción de Empleo por 3 años, durante los cuales se deberán de crear los puestos de trabajo suficientes como para absorberlos, al cabo de ese tiempo se reintegraran de nuevo a su puesto de trabajo. Se realizara un plan de jubilaciones anticipadas a los 55 años y se realizará un plan estatal de flota que permita crear una demanda para proporcionar empleo suficiente en los astilleros públicos.
El marco general de la reconversión naval en España se configura de la siguiente forma; de los 8.213 trabajadores excedentes del sector 4.620 pertenecen a los denominados grandes astilleros solicitan integrarse a los Fondos de Promoción de Empleo (un 56%). La factoría de Astano en el Ferrol es la que menos peticiones cursa, de 3.389 excedentes solo cursa 659 peticiones, Astilleros Españoles en Cádiz realiza 550 peticiones de un total de 581 excedentes y la factoría de Sevilla cursa 260 sobre 272; de la de Manises 110 de 111; de la de Sestao 737 de 826, y de Euskalduna 1.341 de un total de 2.234 excedentes.

### Se mantienen las movilizaciones
En febrero de 1985 se mantienen las movilizaciones de trabajadores en contra del cierre de Euskalduna. Estas movilizaciones siguen contextuadas en las protestas que se producen en otros astilleros del país. El comité de empresa denuncia que el astillero perderá 1000 millones de pesetas por incumplir el plazo de entrega de dos buques que tenía en construcción para una firma yugoslava.
En junio se mantienen las protestas por el traslado de buques en construcción a otros astilleros. El 13 de junio la Policía Nacional entra en las instalaciones del astillero e impide que se celebre una asamblea y los trabajadores anuncian protestas y movilizaciones. En noviembre centenares de trabajadores ocupan las oficinas del astillero y retienen al director del mismo, Juan Ramón Echevarrieta, y el responsable del departamento de reparaciones, Manuel Rojo, durante tres horas, para pedir que la dirección de Astilleros Españoles SA reciba al comité de empresa de Euskalduna para exponer, como así hicieron durante al retención, a "interlocutores válidos", una serie de quejas sobre el cumplimiento de los acuerdos de reconversión del sector naval. Se acuerda una reunión para el día 20 de noviembre.
En mayo de 1987 se vuelven a reproducir las protestas y movilizaciones de los trabajadores del sector naval en todo el estado español. En Puerto Real un bote de humo lanzado por al policía hiere a un trabajador y se hace un llamamiento a huelga general. En Bilbao los trabajadores de Euskalduna colocan barricadas de incendiadas cortando el puente de Deusto durante 45 minutos.
Un mes después las movilizaciones se radicalizan, a mediados de junio se corta el puente de Deusto y la línea de RENFE quemándose dos trenes de pasajeros, lo que volvió a ocurrir en diciembre de ese mismo año.

### Finaliza el periodo de tres años de permanencia en los FPE
A finales de diciembre de 1987 se prevé que a comienzos del año 1988 se reincorporen 1.300 trabajadores a la factoría tras agotar los tres años de permanencia en los fondos de promoción de empleo (FPE) sin que hubieran podido ser recolocados. La mayoría de los astilleros ubicados en la ría del Nervión pertenecen a Astilleros Españoles S.A., se estimaba que por cada puesto de trabajo en un astillero generaba tres puestos de trabajo en las empresas auxiliares. La situación del sector ha abocado al cierre de muchas empresas auxiliares y en los años transcurridos no se ha realizado progreso alguno. En 1987 se suicidaron en Vizcaya 5 trabajadores acogidos a los fondos de promoción de empleo. El Instituto Nacional de Industria no fue capaz de crear en los tres años de plazo, los empleos necesarios para absorber el excedente naval. No se realizó el "plan de estatal de flota" previsto ni hubo plan estratégico de actuación a corto y largo plazo.
Ante la inminente incorporación de los excedentes a su puesto de trabajo se ofrece prolongar por otros 18 meses más la permanencia en el Fondo de Promoción de Empleo o romper la relación con la empresa y cobrar una indemnización. Ninguna de las dos medidas es bien vista por el comité de empresa.
Astilleros Españoles expone que al no poder absorber a los 1.300 trabajadores se verá obligada a presentar un expediente de crisis. Durante el mes de diciembre de aquel año se abrió un plazo para que los trabajadores de AESA, junto con los de Astano, suspendieran sus relaciones laborales con la empresa, ante lo cual podían acogerse al fondo de promoción de empleo o rescindir su contrato con la empresa y cobrar la indemnización, mientras que todos los trabajadores mayores de 55 años podían acogerse a la jubilación anticipada. Desde el 15 de diciembre se realizan asambleas y movilizaciones diarias en el Astillero Euskalduna en defensa de la incorporación en enero a sus antiguos puestos de trabajo.
El año 1988 comienza con barricadas y cortes de calles y vías férreas realizados por los trabajadores de Euskalduna. El comité de empresa se traslada a Madrid para negociar con la dirección de Astilleros Españoles. Piden la reapertura del astillero. El comité de empresa quiere entrevistarse con el presidente o el director general pero son recibidos por el director de recursos humanos, Miguel Ordóñez. En protesta se encierran en las oficinas de la empresa. Simultáneamente se realizan movilizaciones en la capital vizcaína. El ofrecimiento de la prórroga de 18 meses en los Fondos de Promoción de Empleo es calificada por los trabajadores como de "un nuevo engaño". Ese mismo lunes los sindicatos llegan a un acuerdo, denominado "acuerdo puente", con el director general de Astilleros Españoles, Juan Sáez Elegido, en el que se acepta que los trabajadores que estén dispuestos a permanecer 18 meses más en los FPE se puedan acoger a dicha prórroga, con el contrato en suspensión pero recibiendo el sueldo hasta la apertura de un nuevo expediente. La dirección de AESA mantiene que Euskalduna no vuelva a hacer barcos.
Unos 1.500 trabajadores de Euskalduna ocupan los astilleros de Sestao y cortan el suministro eléctrico al taller. La dirección de construcción naval del Instituto Nacional de Industria decreta el cierre patronal de la factoría. Los trabajadores excedentarios reivindican un puesto de trabajo, bien en Euskalduna o en Sestao.
A principios de febrero los trabajadores de Euskalduna ratifican la propuesta de negociación de ELA-STV, LAB y CAT, rechazando la de CC.OO. y UGT. En esta propuesta se solicita la reapertura del astillero y se rechaza la prórroga de permanencia en los Fondos de Promoción de Empleo, incorporación como activos de todos los trabajadores y que lo mismo se haga en todas las empresas que conforman AESA. La alternativa rechazada contemplaba la jubilación anticipada durante 1988 de todos los trabajadores con 52 años, en las mismas condiciones que se habían realizado las anteriores jubilaciones, permanencia en los Fondos de Promoción de Empleo y compromiso de continuidad del sector naval en la cuenca del Nervión. El plazo dado por la dirección para que los trabajadores interesados puedan acogerse a la prologa es hasta el 29 de febrero. Según se acerca la fecha se acentúan las movilizaciones en Bilbao. Finalizado el plazo ninguno de los 1.500 trabajadores afectados se ha acogido a la prologa. El comité de empresa exige el cumplimiento de los acuerdos de 1984, la apertura del astillero y la reincorporación de los trabajadores excedentes. Durante el mes de enero hubo 79 personas que se acogieron a las bajas incentivadas, en su mayoría por problemas de incapacidad laboral.
Las movilizaciones se recrudecen, hay cortes de tráfico y de ferrocarril diariamente. Se detienen trenes y se sueldan las ruedas de las locomotoras a las vías, se levantan barricadas de fuego, hay cargas policiales y enfrentamientos con heridos. La empresa anuncia que va a despedir a quienes no se acojan a la prórroga y los trabajadores ven ese anuncio como un chantaje. A mediados de abril trabajadores de Euskalduna entran en el astillero de Sestao y causan daños, la empresa decreta el cierre patronal hasta el día 20 de dicho mes, el tercero que se produce por las protestas de los trabajadores de Euskalduna. Estas acciones hacen que surjan enfrentamientos entre los trabajadores de ambos astilleros.
Astilleros Españoles presenta un expediente de rescisión de contratos que el comité de Euskalduna tacha de ilegal. El 18 de mayo el Ministerio de Industria toma la decisión de rescisión de contratos a los trabajadores excedentarios del sector naval que ha ejecutado la división naval del INI. El 27 de abril se desarrolla una huelga general en el sector naval. Hay duros enfrentamientos entre los trabajadores y la policía que producen varios heridos. Un chaval de 17 años y un niño de 14 son alcanzados por sendas pelotas de goma produciéndoles heridas de gravedad, el niño pierde el ojo derecho.
Las protestas de los trabajadores se centran en las inmediaciones del astillero. El puente de Deusto vuelve a convertirse en el epicentro de los enfrentamientos. Se usa megafonía por ambas partes como un nuevo elemento de enfrentamiento. Son unos 500 trabajadores quienes todos los días se manifiestan y movilizan. La plantilla activa del astillero es de 329 personas. En los enfrentamientos los trabajadores utilizan los medios técnicos a su alcance, mangueras de agua, ventiladores industriales que desvían el humo, grandes espejos para deslumbrar a la policía, piedras, cohetes, chatarra... Los policías cargan contra los trabajadores con pelotas de goma y botes de humo. También cargan contra los transeúntes que se detienen a curiosear. El puente de Deusto,. vía principal que une el barrio de Deusto con el centro de Bilbao, se convierte en un peligroso paso para todo aquel que tiene necesidad de cruzarlo. Al mediodía las barricadas se retiran al interior de la factoría y el tráfico se normaliza. El enfrentamiento se convierte en rutina diaria. Tanto el gobierno como los sindicatos se ven desbordados por las acciones reivindicativas de los trabajadores que transcienden el sector naval y se extienden a otros ámbitos de la producción.

### Hacia el cierre definitivo de Euskalduna
El 8 de mayo se decreta el cierre patronal indefinido del Astillero Euskalduna poniendo como causa las movilizaciones de los trabajadores del mismo y su incidencia en "el desarrollo de actividad normal". El lunes 9 de mayo se impide la entrada a los trabajadores a las instalaciones del astillero, también se prohíbe la entrada a los miembros del comité de empresa. Los trabajadores protestan contra el cierre y ven en él una nueva forma de represión por parte del gobierno, un portavoz del comité manifiesta 

El cierre no tiene nada que ver, ni se parece en absoluto a ningún cierre patronal clásico. Lo que quieren es evitar la asamblea diaria, la coordinación del comité y la respuesta a los incumplimientos de la Administración, pero nada tiene que ver con la actividad de la empresa, porque de una plantilla de 330 trabajadores, un 90% tiene regulación de empleo.

Las asambleas se celebran en un cine y se hacen llamamientos a la solidaridad. se convoca una jornada de movilización general para el 19 de mayo y se producen enfrentamientos en los cuales se quema un autobús urbano y un tren de cercanías.
La situación va enquistándose, los sindicatos piden que las autoridades del gobierno vasco se impliquen directamente en un proceso de reindustrialización y creación de empleos alternativos. El ministro de Industria y Energía, Luis Carlos Croissier, manifiesta que los astilleros no se abrirán por muchas protesta que haya, aunque salta la noticia que el lunes 16 se levantará el cierre patronal que el delegado territorial de Trabajo, Jaime Amir, en la que se considera "ilegal" y así comunica al Gobierno civil de Vizcaya y a la empresa AESA. Los trabajadores exige el cumplimiento de los acuerdos de 1984.
La dirección de la empresa cambia el horario de entrada que pasa a ser a las seis de la mañana en lugar de a las siete. Esto hace que aumenten más las protestas.
El 14 de mayo el gobierno civil de Vizcaya ordena que la Policía Nacional no intervenga en las manifestaciones y movilizaciones de los trabajadores de Astilleros Euskalduna y que desalojen sus instalaciones. Es la policía autonómica vasca, la Ertzaintza, quien se hace cargo de esos cometidos.
El Gobierno Civil de Vizcaya manifiesta en una nota que 

La autoridad responsable hasta el momento del orden público (el Gobierno Civil) no está obligada a partir de ahora a asumir las consecuencia de una decisión que no comparte, pasando la responsabilidad a la esfera de competencias de la comunidad autónoma, que tiene facultades, a través de su cuerpo de policía, para el mantenimiento del orden público y protección de bienes y personas.

 y cuestiona a la autoridad laboral para hacer juicios de "orden público" arrogándose él la competencia exclusiva para realizarlos. Ordena que la Policía Nacional se retire de la instalaciones del astillero.
La Delegación Territorial de Trabajo de Vizcaya declaró ilegal el cierre patronal del astillero al no considerar como suficientes las razones de orden público que argumentó la División de Construcción Naval del Instituto Nacional de Industria, como consecuencia del recurso al cierre patronal interpuesto por el comité de empresa. Esto obliga a que se reabra el mismo.
Desde la Consejería de Interior del Gobierno vasco se manifiesta que ellos no tienen responsabilidad de mantenimiento del orden en Bilbao ya que la Junta de Seguridad del País Vasco, que es la que aprueba el despliegue de la Ertzaintza, no ha realizado el paso de esa competencia a la policía vasca. El PNV que mantiene la responsabilidad del Gobierno vasco, apoya las movilizaciones de los trabajadores de Euskalduna, su presidente Xabier Arzallus dice que "la culpa del conflicto de Euskalduna no es solo de los que queman trenes, sino también de aquellos que ofrecieron una solución que no han cumplido" y el alcalde de Bilbao, José María Gorordo, de ese mismo partido llama a participar en la manifestación de apoyo a los trabajadores del astillero.
Se convoca para el 19 de mayo una jornada reivindicativa para exigir la reindustralización de la cuenca del Nervión y las comarcas dependientes. Esta jornada es apoyada por las principales organizaciones políticas y sindicales vascas. El PNV pide la destitución del gobernador civil de la provincia, Ignacio López, por ordenar la retirada de la Policía Nacional del astillero Euskalduna y pasar la responsabilidad al Gobierno vasco, calificando la actitud de este como de "grave irresponsabilidad". Los líderes sindicales de ELA-STV, y CC OO y UGT del País Vasco se entrevistan con el Lehendakari, José Antonio Ardanza, y le manifiestan su preocupación por la situación de crisis que se vive en el país donde índice de paro es del 22,6% de la población de más 16 años.
Los sindicatos CC. OO., ELA y UGT piden que se reabran las negociaciones tendentes a encontrar una salida, que califican de "viable y socialmente justa". La manifestación del jueves 19 es apoyada por el Partido Nacionalista Vasco, el Partido Socialista de Euskadi y Eusko Arkartasuna.
Diputados de Eusko Arkartasuna y Euskadiko Ezkerra presentan en el Congreso una proposición no de ley instando al Gobierno al cumplimiento de los acuerdos adoptados en noviembre de 1986 sobre reconversión del sector naval y el compromiso de realizar un plan estatal de flota y plan estratégico para el sector de los grandes astilleros para proporcionar trabajo a todos los afectados incluyendo los de la industria auxiliar.
El 18 de mayo el lehendakari José Antonio Ardanza, solicita al presidente del Gobierno, Felipe González, el cese del delegado del Gobierno en el País Vasco, Julen Elgorriaga, y del gobernador civil del Vizcaya, Ignacio López. Ardanza argumenta que ambos han realizado amenazas contra su persona y contra los responsables de la Delegación de Trabajo en Vizcaya en referencia a la decisión de este último sobre la ilegalidad del cierre patronal del Astillero Euskalduna. La ejecutiva del Partido Socialista de Euskadi hace pública su confianza política y apoyo tanto a Elgorriaga como al gobernador civil de Vizcaya.
Las movilizaciones de la jornada del 19 de mayo fueron masivas con una amplia representación de todas las fuerzas sindicales y políticas posicionándose en contra de las rescisiones de contratos en Euskalduna y por la reindustrialización de Euskadi. Se agudizan las acciones violentas en la calle protagonizadas por los trabajadores del astillero que evidencian la difícil situación económica del momento, una tasa de paro superior al 22%, una pérdida en los últimos 10 años de más de ciento treinta mil empleos. La lucha de Euskalduna se convierte en el símbolo de la crisis industrial que azota el País Vasco. La situación social, la existencia de la violencia de la organización armada ETA, la irresponsabilidad de los responsables políticos que minimalizan a situación y firman acuerdos que luego no son capaces de cumplir dibujan un panorama pesimista. En otras zonas del estado, como en Madrid, Barcelona y Sagunto se ha logrado crear empleos suficientes para absorber los excedentes de los sectores en crisis, lo que no ha sucedido ni en el País Vasco ni en Galicia. Solo en el sector de la construcción naval hay un excedente de 3.692 personas, de las que 1.770 tienen menos de 55 años.
Las relaciones entre la administración autonómica y la central se deterioran, en parte por los problemas surgidos con Euskaduna, aun cuando el gobierno vasco está en manos de la coalición PNV-PSOE.
El 21 de mayo el Ministerio de Trabajo demora la resolución del expediente de rescisión de contratos para 2.799 trabajadores del sector naval en espera de resultados de la reunión que los sindicatos UGT CC.OO. y el PSOE mantienen para buscar acuerdos que permitan recolocar a los trabajadores excedentes de Euskalduna. Barajan la reincorporación de 700 trabajadores a astilleros del grupo AESA en sustitución de prejubilados y recolocar a los 700 restantes en empresas públicas.
Los sindicatos amenazan con una huelga general en todo el sector naval si se cursan los despidos para el 27 de mayo. Comisiones Obreras ya había anunciado, en boca de su Secretario General Antonio Gutiérrez en la manifestación del 19 de mayo en Bilbao esta posibilidad.

### Negociaciones
Tomando como ejemplo el acuerdo que se ha llegado en el astillero gallego de Astano, donde de los 1.420 trabajadores excedentes 580 se reincorporan a la empresa en sustitución de prejubilarán a los 52 años, otros 840 se recolocan en proyectos industriales alternativos y otros 200 trabajadores se estima que se coloquen en la industria del ámbito privado (340 en la Sociedad Italiana del Vidrio, 200 en Endesa, 30 en Inspección Técnica de Vehículos y 70 en las sociedades Auxini e Imenosa), el ministro de Trabajo, Manuel Chaves, manifiesta que es posible llegar a un acuerdo en Euskalduna afirmando que "es que haya capacidad y ganas de negociar" para ello. Chaves también manifiesta como lógica la decisión de la Delegación territorial de la Consejería de Trabajo de ordenar el levantamiento del cierre patronal ya que "evidentemente a ella le correspondía, porque tiene las competencias para ello".
La asamblea de trabajadores de Euskalduna está atenta a las negociaciones y solución que se concreta para el astillero del Ferrol Astano. Pero los trabajadores de Euskalduna no han pedido la mediación del PSOE en ningún momento y no hay proyectos industriales alternativos en la Zona de Urgente Reindustrialización del Nervión. Además, las empresas públicas que pueden absorber el excedente laboral están ubicadas fuera del País Vasco y la oposición por parte de los sindicatos nacionalistas de que Euskalduna deje de fabricar buques.
El martes día 1 de junio se realiza la primera reunión oficial entre los representantes de Industria, Trabajo, el INI y los sindicatos CC OO, ELA-STV y UGT, con la mediación del partido socialista. En ella se busca solución al excedentes de 2.011 trabajadores procedentes de los astilleros Euskalduna y La Naval de Sestao así como de la industria auxiliar. La parte sindical prevé que la administración ofrezca 1.500 ofertas de colocación, 800 en sustitución de jubilados con 52 años, 400 en otros empleos públicos y 300 en la Zona de Urgente Reindustrialización de Bilbao. El comité de empresa de Euskaduna no está de acuerdo con esta negociación y denuncia públicamente "la forma irregular en que se está llevando a cabo la negociación, que no sabemos exactamente en qué consiste, y la selección indiscriminada de los interlocutores" y la asamblea rechaza las ofertas realizadas hasta ese momento.
De los 2.011 trabajadores excedentes 1.222 son de Euskalduna, 298 de La Naval de Sestao y 491 de las empresas auxiliares, de todos ellos 410 tienen más de 52 años por lo que pasarán a la jubilación quedando por colocar 1.600 trabajadores. En contactos previos a la reunión oficial entre los sindicatos y el PSOE se manifestó que 810 pueden ocupar puestos de trabajo dentro de los propios astilleros en sustitución de los prejubilados, 60 en la Inspección Técnica de Vehículos en el propio País Vasco y 350 fuera de él. Francisco Fernández Marugán y José Luis Corcuera,
representantes del PSOE, han afirmado que en la Zona de Urgente Reindustrialización del Nervión existen proyectos que pueden posibilitar unos 900 empleos, de los que 300 son viables. Los representantes de CC.OO. UGT y ELA acuerdan que aceptaran la movilidad geográfica siempre que de carácter voluntario y reclaman un tratamiento no discriminatorio para los trabajadores de la industria auxiliar. El periodo de negociación puede dilatarse hasta el 14 de junio ya que esa es la fecha límite para presentar el recurso de alzada contra le expediente de rescisión de contratos aprobado por la Dirección General de Trabajo y que oficialmente fue entregado a los sindicatos y comités de empresa el viernes 30 de mayo.
La reunión dura 10 horas y acaba sin acuerdo estando el escollo en la recolocación de los 491 trabajadores de la industria auxiliar. Se convoca una nueva reunión para el lunes día 6. En la reunión la administración ofrece la reincorporación de 927 trabajadores a los astilleros, de ellos 332 se jubilaran de inmediato y otros 115 en un plazo de seis meses. La oferta de empleo en el área pública es de 410 trabajadores quedando pendientes 309 trabajadores de los empleos que surjan en la Zona de Urgente Reindustrialización de Bilbao. Se abre también un plan de bajas incentivadas en AESA que en una semana acoge más de 40 solicitudes.
En el Consejo de Ministros del 4 de junio se determina por Real Decreto la zona de industrialización en declive del País Vasco, que comprende áreas de la Gran Bilbao con los municipios de Abanto y Ciérvana, Amurrio, Arrancudiaga, Ayala, Arrigorriaga, Baracaldo, Basauri, Bilbao, Derio, Erandio, Echévarri, Galdácano, Lejona, Lezama, Lujua, Llodio, Miravalles, Orduña, Ortuella, Portugalete, San Salvador del Valle, Santurce, Sestao, Sondica, Zamudio y Zarátamo: áreas del cinturón industrial de San Sebastián y del Bajo Deva decretando incentivos y ayudas para paliar la situación y crear alternativas. En ese contexto se produce la negociación para paliar el desmantelamiento del sector naval público.

### Acuerdo y referéndum
El 9 de junio de 1988 los sindicatos UGT y Comisiones Obreras llegan a un principio de acuerdo con la administración y el Instituto Nacional de Industria (INI) para la recolocación de 1.978 trabajadores considerados excedentes en los astilleros de Vizcaya que estaban acogidos a los fondos de promoción de empleo. La firma se realiza en día 10 y a ella acude el sindicato ELA que no participó en la reunión de la noche anterior y no tenía todavía decidido su postura sobre el acuerdo.
Los enfrentamientos entre los trabajadores del astillero y la policía se mantienen la misma tarde de la firma del acuerdo, como era habitual desde 1984. Tras la asamblea en el comedor de la empresa se corta el tráfico en el puente de Deusto interviniendo la policía. Esa tarde se produjeron dos heridos leves.
El viernes 10 de junio ELA y UGT realizan sendas consultas a sus bases que apoyan el acuerdo. CC.OO. reúne a medio millar de afiliados a Comisiones del sector naval el lunes 13 recibiendo el apoyo mayoritario de los asistentes al acuerdo alcanzado. El acuerdo significaba el cierre definitivo del astillero Euskalduna tras ocho meses de movilizaciones de los trabajadores.
En la asamblea del martes 14 de junio los tres sindicatos presentan los acuerdos alcanzados y proponen celebrar un referéndum. ELA dice que se suma a los acuerdos ante 

la imposibilidad de continuar avanzando con las reivindicaciones por otras vías, una vez que CC OO y UGT se han decantado por la firma, era imposible continuar movilizándonse por conseguir nuevos objetivos. Ante la exclusión de los órganos de control de cualquier organización que no suscriba los acuerdos, hemos visto la necesidad de estar presentes en estos órganos para seguir defendiendo la integración de los trabajadores en los puestos de trabajo alternativos.

 indicando que el acuerdo que se había alcanzado en la empresa Astano había mediatizado toda la negociación de Euskalduna y que 

no había posibilidad en absoluto de avanzar y no era cuestión de llevar a los trabajadores a un suicidio colectivo, ni a una derrota desorganizada. En este contexto, y con fuertes discusiones internas, finalmente en votación de los afiliados, se ha decidido suscribir los acuerdos.

 y que su firma ha sido precipitada.
La asamblea del 14 de junio es tensa, los sindicatos a favor del acuerdo, ELA, UGT y CC.OO., representan el 90% del comité de empresa, mientras que LAB y Colectivo Autónomo de Trabajadores (CAT) son solo el 10% del mismo. Se producen abucheos y protestas contra el acuerdo llegando incluso a conatos de agresión a los sindicalistas de ELA-STV, CC. OO. y UGT mientras exponían los mismos. Los acuerdos han sido realizados en Madrid con representantes de los ministerios de Industria y de Trabajo y se comprometen a que sean sometidos a referéndum como ratificación de la asamblea de trabajadores, que se fija para el 22 de junio.
Los trabajadores asistentes a la asamblea del día 14 manifiestan su falta de confianza en el cumplimiento de los acuerdos alcanzados y expuesto por los sindicatos. Ponen como precedente los acuerdos firmados y no cumplidos de 1984.
Los puntos más críticos fueron la movilidad geográfica de 350 trabajadores y la permanencia de 309 en los Fondos de Promoción de Empleo. LAB y CAT critican los acuerdos y se posicionan en contra de los mismos. También critican a los sindicatos firmantes por no haber logrado alcanzar la recolocación de todos los trabajadores excedentes.
El comité de empresa envía ese mismo día el recurso de alzada en el que plantean el levantamiento del expediente de rescisión de contrato solicitado por AESA y la sustitución del mismo por el acuerdo alcanzado. LAB y CAT no firman el recurso aunque se mantiene en contra de la rescisión.
El 23 de junio de 1988 los trabajadores del astillero aceptan en referéndum los acuerdos que los sindicatos ELA-STV, Comisiones Obreras de Euskadi y UGT habían llegado con la administración mientras que los sindicatos LAB y CAT se oponían al mismo y pedían el voto negativo. Estos acuerdos detallaban el futuro de la plantilla de Euskalduna y concretaba la recolocación de los trabajadores de dicho astillero.
El censo de los trabajadores con derecho a participar en la votación era de 1.544 de los cuales participaron 1.281 (un 83%) dando un resultado de 656 apoyando el acuerdo, 462 en contra del mismo y 163 en blanco. Los trabajadores pusieron fin a las movilizaciones incendiando un camión que servía de barricada y repartiendo entre ellos y los periodistas que habían seguido los hechos durante los años de movilizaciones tiragomas, cascos y rodamientos que eran utilizados como armas.
Un dirigente de ELA manifestó 

e ha votado con el corazón y no con la cabeza y ha pesado mucho el compromiso que tenían los trabajadores con la lucha de Euskalduna. La falta de incidentes demuestra que los trabajadores somos totalmente responsables, a pesar de las diferencias y de los cuatro años de lucha.

Las centrales sindicales que habían llegado a acuerdos representaban el 90% de la plantilla en el comité de empresa pero el referéndum no llegó a recabar ni un 50% de votos favorables a esos acuerdos aunque la mayoría obtenida sirvió para poner fin a cuatro años de movilizaciones y luchas, desde 1984 hasta 1988.
El PSE-PSOE había realizado de intermediario entre los sindicatos y la empresa Astilleros Españoles S.A. (AESA) y administración valoraba positivamente los acuerdos alcanzados.

## La grúa Carola

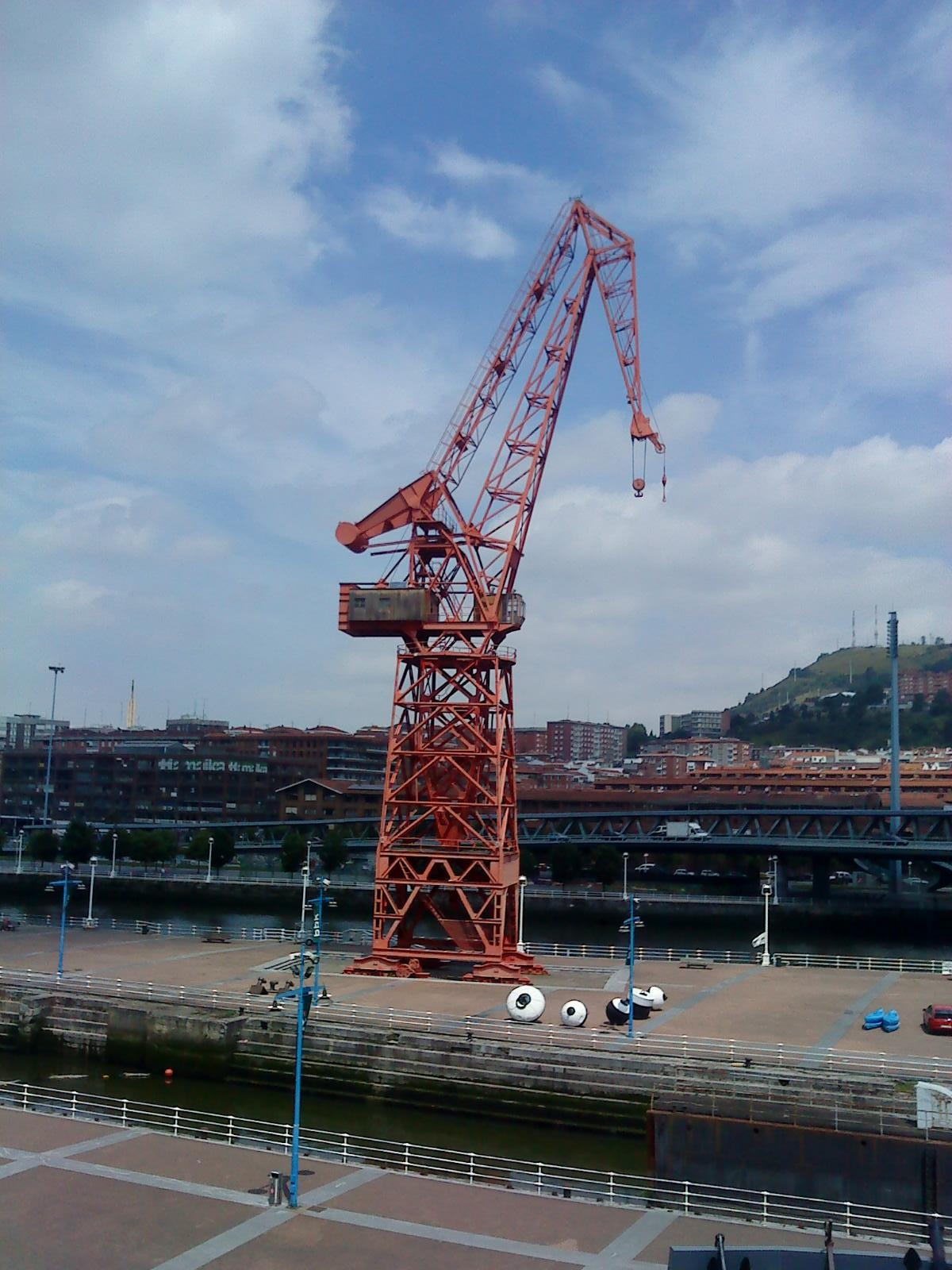
La grúa Carola.

El astillero contó con varias grúas, en 1957 se instaló la que posteriormente se llamó "Carola" que fue la grúa más potente de España en su momento. Se utilizaba para atender los trabajos de prefabricación y montaje de bloques en grada mediante el sistema de soldadura.
Ubicada en las gradas del antiguo astillero Euskalduna, instalaciones que forman parte del Itsasmuseum Bilbao donde se exponen, de forma libre, barcos y elementos navales. La grúa Carola es el reclamo simbólico del museo.
La Carola es una grúa cigüeña y fue construida entre los años 1954 y 1957 por la empresa Talleres de Erandio convirtiéndose en la máquina elevadora más potente de toda España. Tenía capacidad para levantar 60 toneladas de peso y era utilizada para la construcción de grandes barcos. Funcionó hasta el año 1984 en que se cerraron los astilleros. La grúa quedó en desuso y fue objeto de algunos actos vandálicos hasta que la adquirió el ayuntamiento bilbaíno que la donó, junto al resto de las instalaciones de los astilleros (diques secos y caseta de bombas) a la Diputación Foral de Vizcaya para que formara parte del Itsasmuseum Bilbao.
La construcción se hizo a base de perfiles roblonados, uniendo las chapas que forman la estructura mediante tornillos calentados a 900 grados que eran incrustados con un mazo en su correspondiente lugar. La cabina de mandos está situada a 35 metros sobre el suelo y el cuadrilátero a 60 metros. Se movía sobre vías para poder desplazarse por el muelle. El motor principal, de 65 caballos de vapor de potencia, fue realizado por la empresa bilbaína Elorriaga Industria Eléctrica de Zorrozaurre.
La Carola debe su nombre a una mujer que cruzaba la ría en un "gasolino" desde Deusto para ir a trabajar en las oficinas de Hacienda. Tal era el atractivo de la chica que llegaba a parar la producción del astillero cada vez que pasaba.